# ランスティング (グリーンランド)
ランスティング（デンマーク語: Landsting、グリーンランド語: Inatsisartut）は、グリーンランドの立法府である。

## 概要
一院制で定数31、任期は4年。